# LG Abans Triangular Series 2001/02
Die LG Abans Triangular Series 2001/02 waren ein Drei-Nationen-Turnier, das vom 8. bis zum 19. Dezember 2001 in Sri Lanka im One-Day Cricket ausgetragen wurde. Bei dem zur internationalen Cricket-Saison 2001/02 gehörenden Turnier nahmen neben dem Gastgeber die Mannschaften aus Simbabwe und den West Indies teil. Im Finale konnte sich Sri Lanka gegen die West Indies mit 34 Runs (D/L) durchsetzen.

## Vorgeschichte
Das Turnier fand in der Folge der Test-Serie zwischen Sri Lanka und den West Indies statt, die Sri Lanka mit 3–0 gewann. Simbabwe spielte zuvor eine Tour in Bangladesch.

## Format
In einer Vorrunde spielte jede Mannschaft gegen jede einmal. Für einen Sieg gab es vier, für ein Unentschieden oder No Result 2 Punkte. Des Weiteren wurden Bonuspunkte vergeben. Die beiden Gruppenersten qualifizierten sich für das Finale und spielten dort um den Turniersieg.

## Stadion
Die folgenden Stadien wurden als Austragungsort ausgewählt.
| Stadion                            | Stadt   | Kapazität | Spiele                |
| ---------------------------------- | ------- | --------- | --------------------- |
| R. Premadasa Stadium (RPS)         | Colombo | 35.000    | 3. & 4. Spiel; Finale |
| Sinhalese Sports Club Ground (SSC) | Colombo | 10.000    | 1. & 2. Spiel         |
| Asgiriya Stadium                   | Kandy   | 10.300    | 5. & 6. Spiel         |

## Kaderlisten
Die West Indies benannten ihren Kader am 14. Oktober 2001.
Sri Lanka benannte seinen Kader am 5. Dezember 2001.
| ODI | ODI | ODI |
| Sri Lanka | Simbabwe | West Indies |
| --- | --- | --- |
| - Sanath Jayasuriya (K) - Russel Arnold - Marvan Atapattu - Charitha Buddhika - Upul Chandana - Kumar Dharmasena - Avishka Gunawardene - Mahela Jayawardene - Muttiah Muralitharan - Prabath Nissanka - Suresh Perera - Kumar Sangakkara (wk) - Chaminda Vaas - Nuwan Zoysa | - Stuart Carlisle (K) - Gary Brent - Dilon Ebrahim - Andy Flower (wk) - Grant Flower - Travis Friend - Trevor Gripper - Doug Mariller - Mluleki Nkala - Henry Olonga - Heath Streak - Tatenda Taibu - Craig Wishart | - Carl Hooper (K) - Marlon Black - Darryl Brown - Pedro Collins - Corey Collymore - Daren Ganga - Chris Gayle - Wavell Hinds - Ridley Jacobs (wk) - Brian Lara - Jermaine Lawson - Neil McGarrell - Ricardo Powell - Marlon Samuels - Ramnaresh Sarwan |

## Spiele

### Vorrunde
Tabelle
| Teams       | Sp. | S | N | U | R | NR | BP | Punkte | NRR    |
| ----------- | --- | - | - | - | - | -- | -- | ------ | ------ |
| Sri Lanka   | 4   | 3 | 1 | 0 | 0 | 0  | 2  | 14     | +1.418 |
| West Indies | 4   | 2 | 2 | 0 | 0 | 0  | 1  | 9      | +0.399 |
| Simbabwe    | 4   | 1 | 3 | 0 | 0 | 0  | 0  | 4      | −1.700 |

Sieg: 4 Punkte; Remis: 2 Punkte
Spiele
| 8. Dezember Scorecard | Colombo (SSC) | Simbabwe 38 (15.4)              | – | Sri Lanka 40-1 (4.2) |
|                       |               | Sri Lanka gewinnt mit 9 Wickets |   |                      |

Die Runzahl der simbabwischen Mannschaft war die niedrigste die in einem ODI durch eine Mannschaft erzielt wurde.
| 9. Dezember Scorecard | Colombo (SSC) | West Indies 173 (49.1)         | – | Simbabwe 175-6 (48.1) |
|                       |               | Simbabwe gewinnt mit 4 Wickets |   |                       |

| 11. Dezember Scorecard | Colombo (RPS) | West Indies 250-8 (50)          | – | Sri Lanka 201 (43.2) |
|                        |               | West Indies gewinnt mit 49 Runs |   |                      |

| 12. Dezember Scorecard | Colombo (RPS) | Sri Lanka 272-7 (50)          | – | Simbabwe 213 (47.2) |
|                        |               | Sri Lanka gewinnt mit 59 Runs |   |                     |

| 15. Dezember Scorecard | Kandy | West Indies 235 (49.5)          | – | Sri Lanka 239-2 (43.1) |
|                        |       | Sri Lanka gewinnt mit 8 Wickets |   |                        |

| 16. Dezember Scorecard | Kandy | Simbabwe 154 (49.2)               | – | West Indies 155-2 (34) |
|                        |       | West Indies gewinnt mit 8 Wickets |   |                        |

### Finale
| 19. Dezember Scorecard | Colombo (RPS) | Sri Lanka 253-8 (50)                       | – | West Indies 212-7 (47/47) |
|                        |               | Sri Lanka gewinnt mit 34 Runs (D/L method) |   |                           |